# Paris Masters 2011
Il Paris Masters 2011, ufficialmente BNP Paribas Masters 2011 per motivi di sponsorizzazione, è stato un torneo di tennis giocato sul cemento indoor. È stata la 40ª edizione del Paris Masters, che fa parte della categoria ATP World Tour Masters 1000 nell'ambito dell'ATP World Tour 2011. È stato l'ultimo torneo ATP della stagione prima delle World Tour Finals. Il torneo si è giocato al Palais omnisports de Paris-Bercy di Parigi, in Francia, dal 7 al 13 novembre 2011.

## Partecipanti

### Teste di serie
| Nazionalità | Giocatore             | Ranking | Testa di serie* |
| ----------- | --------------------- | ------- | --------------- |
| Serbia      | Novak Đoković         | 1       | 1               |
| Regno Unito | Andy Murray           | 3       | 2               |
| Svizzera    | Roger Federer         | 4       | 3               |
| Spagna      | David Ferrer          | 5       | 4               |
| Rep. Ceca   | Tomáš Berdych         | 7       | 5               |
| Francia     | Jo-Wilfried Tsonga    | 8       | 6               |
| Stati Uniti | Mardy Fish            | 9       | 7               |
| Francia     | Gaël Monfils          | 10      | 8               |
| Spagna      | Nicolás Almagro       | 11      | 9               |
| Francia     | Gilles Simon          | 12      | 10              |
| Serbia      | Janko Tipsarević      | 13      | 11              |
| Argentina   | Juan Martín del Potro | 14      | 12              |
| Stati Uniti | Andy Roddick          | 15      | 13              |
| Ucraina     | Aleksandr Dolhopolov  | 16      | 14              |
| Serbia      | Viktor Troicki        | 17      | 15              |
| Francia     | Richard Gasquet       | 18      | 16              |

* Ranking al 31 ottobre 2011.

### Altri partecipanti
I seguenti giocatori hanno ricevuto una wildcard per il tabellone principale:
- Julien Benneteau
- Jérémy Chardy
- Adrian Mannarino

Il seguente giocatore ha ricevuto uno special exempt per il tabellone principale:
- Kei Nishikori

I seguenti giocatori sono passati dalle qualificazioni:

### Assenze notevoli
- Rafael Nadal (allenamento)[1]
- Robin Söderling (mononucleosi)[2]
- Jürgen Melzer (infortunio alla schiena)

## Punti e montepremi
Il montepremi complessivo ammonta a € 2.227.000.
| Torneo    | Torneo              | V       | F       | SF      | QF     | 3T     | 2T     | 1T    | Q  | Q3 | Q2    | Q1  |
| Singolare | Punti               | 1000    | 600     | 360     | 180    | 90     | 45     | 10    | 25 | 0  | 16    | 0   |
| Singolare | Premi in denaro (€) | 454.000 | 214.400 | 106.500 | 55.500 | 29.155 | 15.320 | 8.040 | –  | 0  | 1.825 | 925 |
| Doppio    | Punti               | 1000    | 600     | 360     | 180    | 0      | –      | –     | –  | –  | –     | –   |
| Doppio    | Premi in denaro (€) | 134.500 | 63.400  | 32.000  | 16.400 | 8.540  | –      | –     | –  | –  | –     | –   |

## Campioni

### Singolare
Roger Federer ha battuto in finale  Jo-Wilfried Tsonga per 6–1, 7–6(3).
- È il primo titolo a Parigi per Federer, e il terzo della stagione (69° in carriera)

### Doppio
Rohan Bopanna e  Aisam-ul-Haq Qureshi hanno sconfitto in finale  Julien Benneteau e  Nicolas Mahut con il punteggio di 6–2 6–4.